# Alarm!
Alarm! – polski program reporterski emitowany od 26 lutego 2018 do 20 grudnia 2023 na antenie TVP1. Program zastąpił nadawany do 27 lutego 2018 program Obserwator. Od 4 marca 2024 roku zastąpiony przez program interwencyjny Reporterzy.

## Emisja programu
Od 26 lutego 2018 program był emitowany od poniedziałku do piątku o godz. 20:10 (w czasie Mundialu 2018 - o godz. 22:15), a powtórki następnego dnia o godz. 7:45 (do zimy 2019) i 15:15 (w czasie wakacji i od jesieni - o godz. 8:30 i 15:20).
Od 1 września 2018 program był emitowany także w soboty o godz. 20:10.

## Prezenterzy
- Agnieszka Oszczyk (2023)
- Agnieszka Świdzińska (2018–2019)
- Aleksandra Marciniak (2019–2021)
- Alicja Sękowska (2021–2023)
- Jacek Łęski (2018–2023)
- Mirosław Rogalski (2018–2023)
- Urszula Rogala (2020–2023)